# Дорцано
Дорцано (італ. Dorzano, п'єм. Dorsan) — муніципалітет в Італії, у регіоні П'ємонт,  провінція Б'єлла.
Дорцано розташоване на відстані близько 530 км на північний захід від Рима, 50 км на північний схід від Турина, 19 км на південь від Б'єлли.
Населення — 504 особи (2014).

## Демографія
Населення за роками:

Станом на 1 січня 2023 року в муніципалітеті офіційно проживало 17 іноземців з 11 країн, серед них 3 громадяни країн Євросоюзу.

## Сусідні муніципалітети
- Кавалья
- Ропполо
- Салуссола